# Antonio Puccinelli

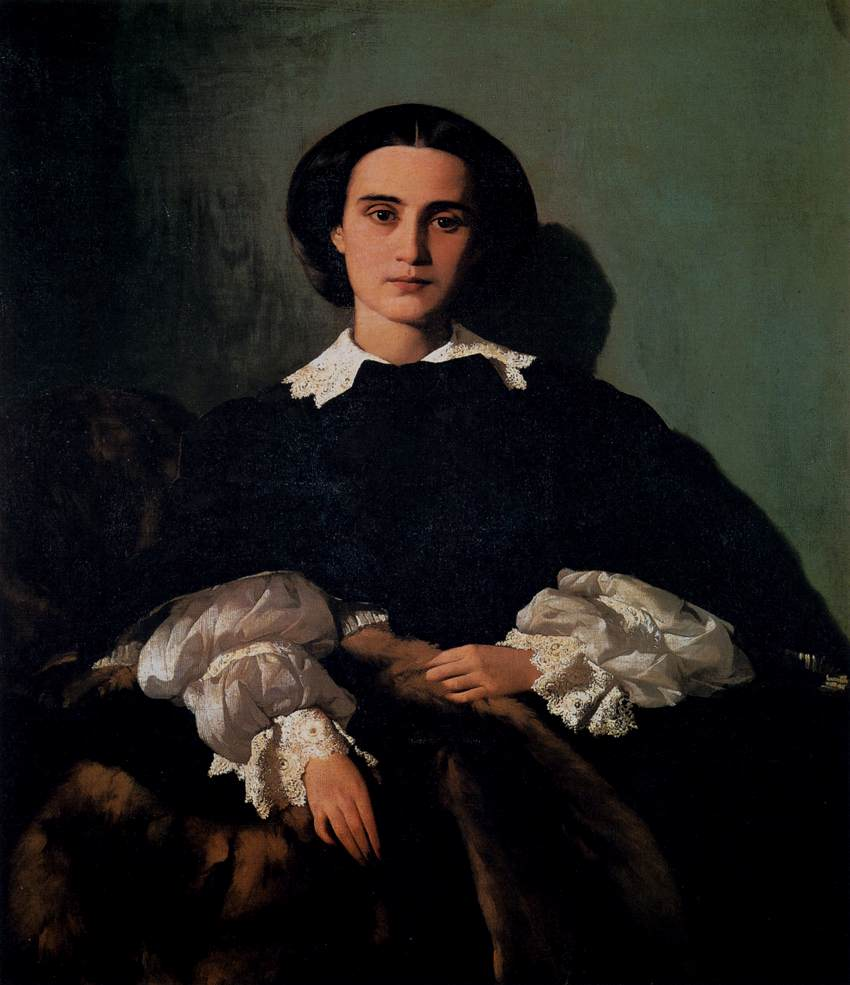
Retrato de la dama Marrocchi (1855-1860), Galleria d'Arte Moderna di Palazzo Pitti, Florencia

Antonio Puccinelli (Castelfranco di Sotto, 19 de marzo de 1822–Florencia, 22 de julio de 1897) fue un pintor italiano, adscrito al grupo de los macchiaioli.

## Biografía
Hijo de un sastre, consiguió una beca para estudiar en la Academia de Bellas Artes de Florencia, donde fue alumno de Giuseppe Bezzuoli. En 1846 ganó un concurso con El joven Moisés pisotea la corona del faraón (Galleria d'Arte Moderna di Palazzo Pitti). En 1848 se alistó en el cuerpo expedicionario toscano y luchó en la Primera Guerra de la Independencia Italiana. Posteriormente vivió becado durante tres años en Roma (1849-1852), donde se relacionó con el purista Tommaso Minardi y recibió la influencia del pintor francés Dominique Ingres (Un episodio de la matanza de los inocentes, Galleria d'Arte Moderna di Palazzo Pitti).
Fue uno de los primeros en participar en la tertulia del Caffè Michelangiolo, centro de reunión del grupo pictórico de los macchiaioli (en italiano «manchistas» o «manchadores»), surgido en Florencia en 1855 y activo aproximadamente hasta 1870. En su génesis se encontraba el rechazo a la pintura académica y al panorama artístico de la Italia de su época, frente al que defendían una nueva técnica basada en las manchas de color, que según ellos creaban unas «impresiones» espontáneas e inmediatas de la realidad visual. Es por ello que numerosos historiadores los califican de «protoimpresionistas», aunque su estilo enfatiza más la solidez de las formas frente a los efectos lumínicos de los antecesores del impresionismo, al tiempo que su obra tiene un contenido más literario.
En 1852 se inició en la pintura macchia con El paseo del Muro Torto. Poco después montó un taller en Florencia y se convirtió en profesor de la Academia. En 1859 ganó un premio en el concurso Ricasoli con el retrato de Vincenzo Gioberti. También participó en la Exposición Nacional de Florencia de 1861, cuyo éxito le valió ser nombrado profesor de la Academia de Bolonia.
Cultivó también la pintura de historia y el retrato (Dama Marrocchi, 1855-1860, Galleria d'Arte Moderna di Palazzo Pitti, Florencia; Nerina Badioli, 1866, Galleria Nazionale d'Arte Moderna e Contemporanea, Roma).